# U-503
| U-503                                                  | U-503 | U-503 |
| ------------------------------------------------------ | --- | --- |
|                                                        | | |
|                                                        | | |
| Зображення підводного човна U-505, однотипного з U-503 | | |
| Під прапором                                           | Третій Рейх | Третій Рейх |
| Спуск на воду                                          | 5 квітня 1941 року | 5 квітня 1941 року |
| Виведений зі складу флоту                              | 10 липня 1941 року | 10 липня 1941 року |
| Сучасний статус                                        | 15 березня1942 року затоплений глибинними бомбами американського «Хадсона» південно-східніше Ньюфаундленд                                                                  | 15 березня1942 року затоплений глибинними бомбами американського «Хадсона» південно-східніше Ньюфаундленд                                                                  |
| Проєкт                                                 | | |
| Тип ПЧ                                                 | Торпедний ДПЧ | Торпедний ДПЧ |
| Розробник проєкту                                      | Deutsche Werft, Гамбург | Deutsche Werft, Гамбург |
| Основні характеристики                                 | | |
| Швидкість (надводна)                                   | 17,9 вузла | 17,9 вузла |
| Швидкість (підводна)                                   | 7 вузлів | 7 вузлів |
| Робоча глибина занурення                               | 100 м | 100 м |
| Гранична глибина занурення                             | 230 м | 230 м |
| Автономність плавання                                  | 63 милі (117 км) км на швидкості 4 вузли (7,4 км/год) (у підводному положенні) 13 450 морських миль (24 910 км на швидкості 10 вузлів (19 км/год) (у надводному положенні) | 63 милі (117 км) км на швидкості 4 вузли (7,4 км/год) (у підводному положенні) 13 450 морських миль (24 910 км на швидкості 10 вузлів (19 км/год) (у надводному положенні) |
| Екіпаж                                                 | 48 осіб | 48 осіб |
| Розміри                                                | | |
| Довжина найбільша (по КВЛ)                             | 76,76 м | 76,76 м |
| Ширина корпусу найб.                                   | 6,76 м | 6,76 м |
| Висота                                                 | 9,6 м | 9,6 м |
| Середня осадка (по КВЛ)                                | 4,70 | 4,70 |
| Водотоннажність надводна                               | 1120 т | 1120 т |
| Озброєння                                              | | |
| Артилерія                                              | 1 × 88-мм палубна гармата SK C/32 | 1 × 88-мм палубна гармата SK C/32 |
| Торпедно- мінне озброєння                              | 4 носових і два кормових ТА. 22 торпеди або 44 міни TMA чи 66 TMB | 4 носових і два кормових ТА. 22 торпеди або 44 міни TMA чи 66 TMB |
| ППО                                                    | 1 × 37-мм зенітна гармата SKC/30 2 × 20-мм зенітні гармати FlaK 30 | 1 × 37-мм зенітна гармата SKC/30 2 × 20-мм зенітні гармати FlaK 30 |

U-503 — німецький підводний човен океанського класу типу IXC, що входив до складу Крігсмаріне за часів Другої світової війни. Закладений 29 квітня 1940 року на верфі Deutsche Werft у Гамбурзі. Спущений на воду 5 квітня 1941 року, 10 липня 1941 року корабель увійшов до складу 2-ї навчальної флотилії ПЧ ВМС нацистської Німеччини. Єдиним командиром човна був капітан-лейтенант Отто Геріке.
28 лютого 1942 року підводний човен вийшов у свій перший і єдиний бойовий похід з Бергена в Норвегії, під час якого не потопив та не пошкодив жодного судна. 15 березня U-503 був затоплений глибинними бомбами американського патрульного літака «Хадсон» південно-східніше Ньюфаундленда. Усі члени екіпажу загинули (51 особа).